# Whitney Eugene Thayer
Whitney Eugene Thayer, född den 11 december 1838 i Mendon, Massachusetts, död den 27 juni 1889 i Burlington, Vermont, var en amerikansk organist och kompositör.
Thayer gav sin första konsert just efter invigningen av den nya orgeln i Boston Music Hall 1863.  Efter att ha studerat för John Knowles Paine fortsatte han sina studier av orgel och kontrapunkt i Berlin för August Haupt, som också hade varit Paines lärare.  
Efter återkomsten från Berlin var han verksam i Boston och senare i New York som organist.  Han var även turnerande virtuos, orgellärare och musikskriftställare. Utöver en festkantat och en mässa tonsatte han talrika orgelverk, sånger och vokalkvartetter.

## Externa hänvisningar
- International Music Score Library Project har fria noter av Whitney Eugene Thayer.